# 7799 Martinšolc
(7799) Martinšolc, denumire internațională (7799) Martinsolc, este un asteroid din centura principală de asteroizi.

## Descriere
7799 Martinšolc este un asteroid din centura principală de asteroizi. A fost descoperit pe 24 februarie 1996 la Observatorul Kleť par l'Observatorul Kleť. Asteroidul prezintă o orbită caracterizată de o semiaxă mare de 2,26 ua, o excentricitate de 0,04 și o înclinație de 3,7° în raport cu ecliptica.